# Крен, Пауло Андре
Пауло Андре Крен Бенини (порт. Paulo André Cren Benini), либо просто Пауло Андре (род. 20 августа 1983, Кампинас, штат Сан-Паулу) — бразильский футболист, выступавший на позиции защитника. Также является моделью, художником и писателем. Пауло Андре — организатор некоммерческого Института Пауло Андре.

## Биография
До 14 лет Пауло Андре активно занимался теннисом, был второй ракеткой штата Сан-Паулу, но затем выбрал футбол — подросток уехал от родителей (Арнольд и Мириам), живших в Кампинасе, в спортивную академию футбольного клуба «Сан-Паулу». Он объяснил свой выбор в пользу футбола тем, что
Теннис становился дорогим занятием из-за постоянных разъездов, а кроме того, приходилось заниматься одному, а в футболе окружают ещё 10—15 человек. Это более приятная обстановка.
Через два года Пауло Андре был отчислен из школы «трёхцветных», после чего переехал в Масейо. В 2002 году он перешёл в команду «Агуас ди Линдоя», где впервые сыграл за взрослую команду. Молодой футболист жил в четырёх километрах от тренировочной базы молодёжного состава клуба. С 2003 года Пауло Андре стал игроком «Гуарани» из родного Кампинаса, где, наконец, дебютировал в профессиональном футболе в 2004 году. Карьера игрока пошла на взлёт, именно в тот период у него проснулся интерес к чтению и интеллектуальному развитию. В 2005 году футболиста приобрёл на тот момент один из сильнейших клубов страны (финалист Кубка Либертадорес 2005 года) «Атлетико Паранаэнсе».
В 2006 году Пауло Андре перешёл во французский «Ле-Ман». По словам футболиста, это были три худшие года в его карьере. В сезоне 2006/07 он сыграл 5 матчей и забил 1 гол в чемпионате Франции, а затем получил серьёзную травму подколенного сухожилия, из-за которой полностью пропустил сезон 2007/08. В сезоне 2008/09 Пауло Андре вернулся в футбол и стал игроком основы «Ле-Мана» (31 матч, 1 гол в сезоне), однако не стал продлевать контракт с этой командой и принял предложение «Коринтианса».
В 2009—2011 годах игрок боролся за место в основном составе, в среднем проводя около половины матчей «Тимао» в сезоне. В конце 2011 года Пауло Андре получил ещё одну травму, из-за которой полностью пропустил розыгрыш Кубка Либертадорес 2012 года, который впервые в истории завоевал «Коринтианс». Однако к началу чемпионата футболист успел восстановиться и стал одним из ключевых игроков основы. В Клубном чемпионате мира 2012 Пауло Андре провёл без замен оба матча (полуфинал и финал) и помог своей команде выиграть этот трофей.
В 2015 году выступал за «Крузейро». С 2016 по 2019 год играл за «Атлетико Паранаэнсе», с которым выиграл Южноамериканский кубок в 2018 году, а также Кубок Бразилии в 2019.
1 марта 2012 года Пауло Андре выпустил книгу «Игра моей жизни: Рассказы и размышления спортсмена» (порт. O Jogo Da Minha Vida — Histórias e reflexões de um atleta). Книга получила довольно высокие отзывы критиков. Также он пишет картины, экспериментируя со стилями и устраивая выставки в Бразилии. Футболист является «лицом» одной из марок духов.
Пауло Андре организовал некоммерческий Институт, названный его именем и занимающийся организацией культурных и спортивных мероприятий для детей.

## Титулы и достижения
- Чемпион штата Сан-Паулу (1): 2013
- Чемпион штата Парана (3): 2005, 2016, 2018
- Чемпион Кубка Бразилии (1): 2019
- Чемпион Бразилии (1): 2011
- Обладатель Кубка Либертадорес (1): 2012 (не играл)
- Обладатель Южноамериканского кубка (1): 2018
- Победитель Клубного чемпионата мира (1): 2012
- Участник символической сборной чемпионата Бразилии: 2011